# Église Saint-Georges de Hanover Square
L'église Saint-Georges (anglais : St George's) est une église anglicane située dans la Cité de Westminster, à Londres, construite au début du XVIIIe siècle. Elle fut conçue par John James et construite dans le cadre d'un projet de 50 nouvelles églises autour de Londres (les églises de la Reine Anne). Elle est située près de Hanover Square, au sud d'Oxford Circus. En raison de sa localisation, elle fut souvent le lieu des mariages de la haute société.

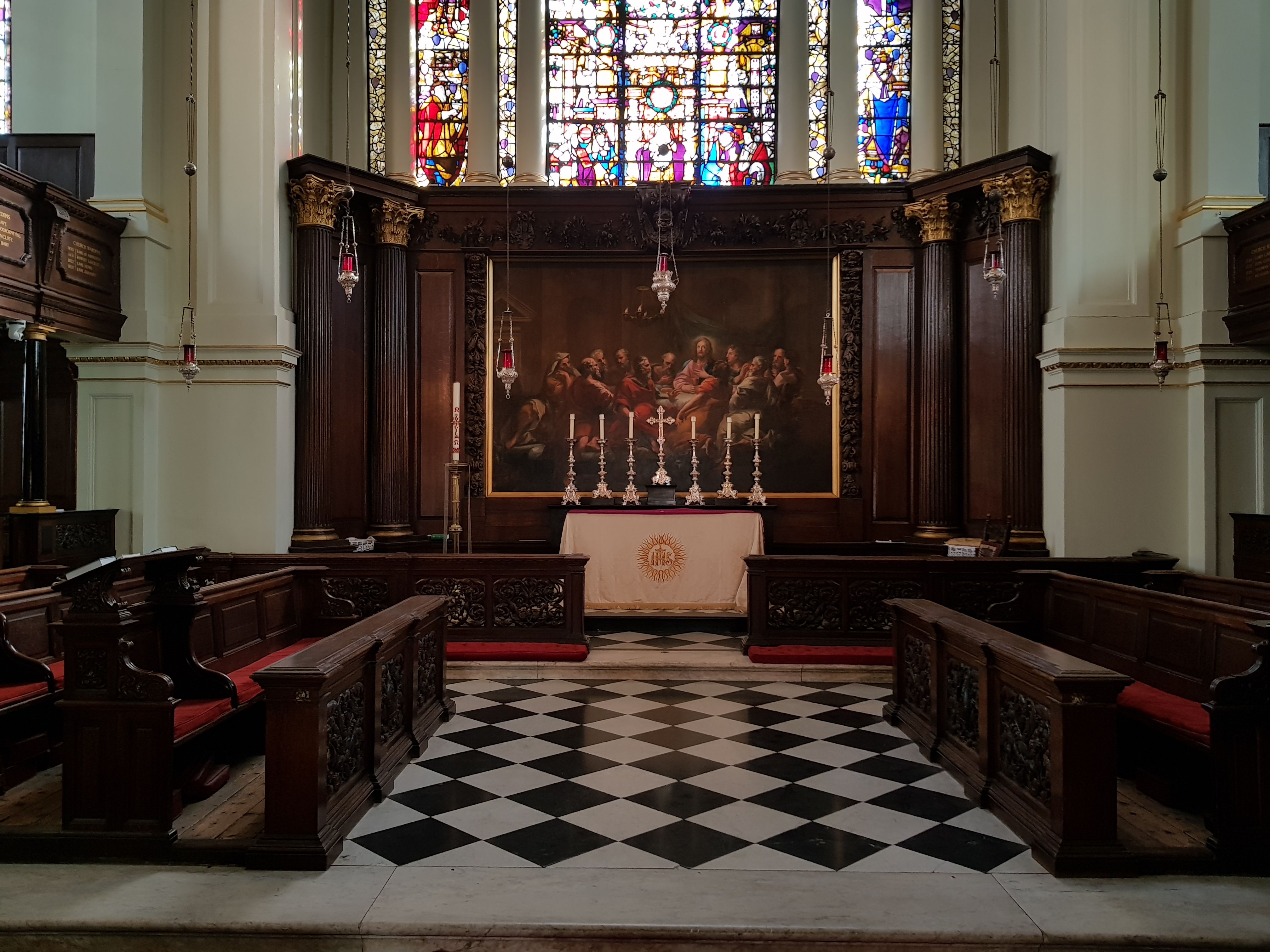
Chœur de l'église Saint-Georges, Hanover Square.

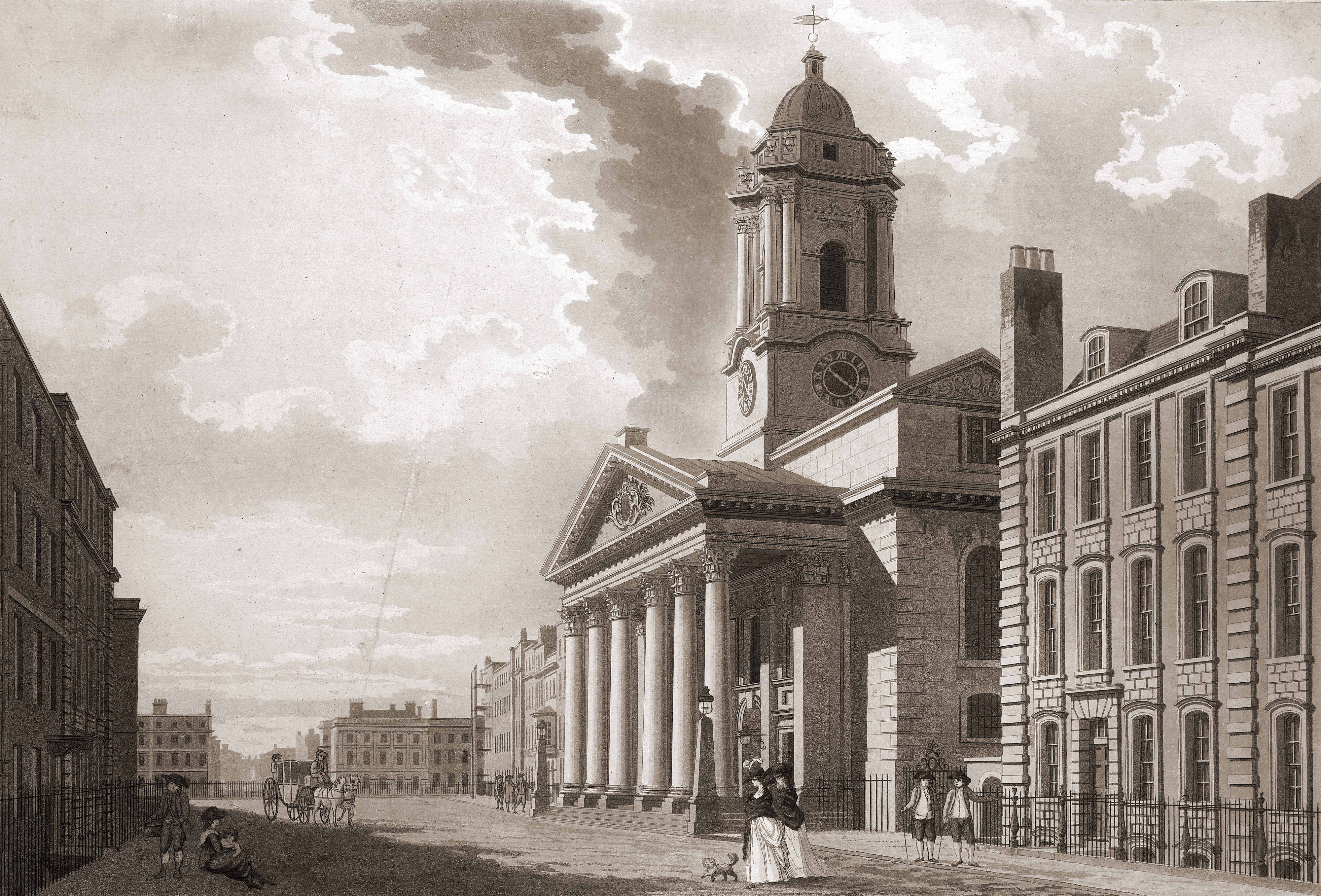
Vue de l'église en 1787.

C'est également le nom de la paroisse, qui couvre Mayfair, Belgravia, et Pimlico. La paroisse a été formée en 1724 à partie d'une partie de l'ancienne paroisse de Saint Martin-in-the-Fields. À l'origine dans le Middlesex, dans la Liberty de Westminster, la paroisse a été incluse dans le Metropolitan Board of Works en 1855, et le County of London en 1889. La sacristie a été administrée par le gouvernement local jusqu'à ce que la paroisse civile soit devenue une partie de la ville métropolitaine de Westminster (Metropolitan Borough of Westminster) en 1899.
La paroisse a formé la ville parlementaire de St George's Hanover Square de 1885 à 1918.
La paroisse ecclésiastique existe toujours aujourd'hui et fait partie du Deanery of Westminster St. Margaret dans le diocèse de Londres.

## Mariages
- John Nash, architecte, en 1798,
- William Crockford, homme d'affaires et joueur professionnel, en 1812,
- Theodore Roosevelt, futur président des États-Unis, en 1886.